# Öckerö (comuna)
Öckerö (em sueco: Öckerö kommun;  ouça a pronúncia) é uma comuna insular sueca pertencente ao condado da Västra Götaland. 
Sua capital é a cidade de Öckerö. 
Possui 25.8 quilômetros quadrados e segundo censo de 2018, havia 12 945 pessoas.
Está situada no sudoeste da província da Bohuslän, no arquipélago do Norte de Gotemburgo.
É composta por dez ilhas habitadas e é conhecida localmente como "Comuna das dez ilhas" (em sueco: De Tio Öarnas Kommun.
Não tem ligação por ponte à terra firme.

## As dez ilhas da comuna
A comuna de Öckerö é composta por 10 ilhas habitadas, para além de um grande número de ilhotas, ilhéus e recifes.

- Björkö
- Fotö
- Grötö
- Hälsö
- Hönö
- Hyppeln
- Källö-Knippla
- Kalvsund
- Öckerö
- Rörö

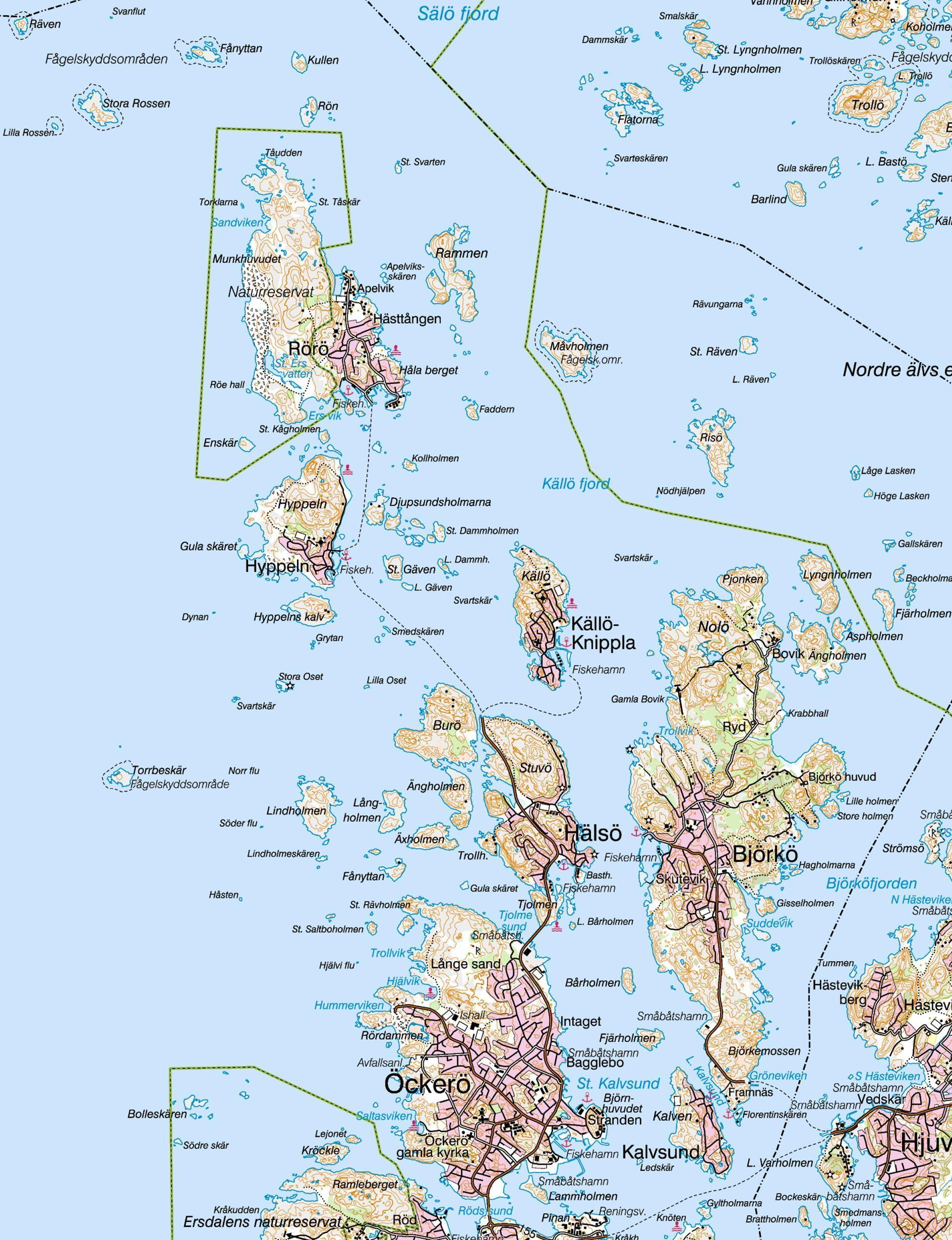
As 10 ilhas da comuna de Öckerö.

| - Limites: Estreito do Categate - Condados: Västra Götaland - Província: Bohuslän - Ilhas: Björkö, Fotö, Grötö, Hälsö, Hönö, Hyppeln, Källö-Knippla, Kalvsund, Öckerö, Rörö - Localidades: Hönö, Öckerö, Björkö, Fotö |

## Localidades principais
Localidades com mais população da comuna (2019):

| # | Localidade  | População |
| - | ----------- | --------- |
| 1 | Hönö-Öckerö | 9 137     |
| 2 | Björkö      | 1 480     |
| 3 | Fotö        | 622       |

## Património turístico
Alguns pontos turísticos mais procurados atualmente são:

- Igreja antiga de Öckerö (Öckerö gamla kyrka) – Igreja do século XV
- Igreja nova de Öckerö (Öckerö nya kyrka) – Igreja construída em 1906
- Casas antigas de Öckerö (Hembygdsgården) – Pequeno quarteirão de casa antigas, entre a igreja antiga e a igreja nova

Comuna de Öckerö
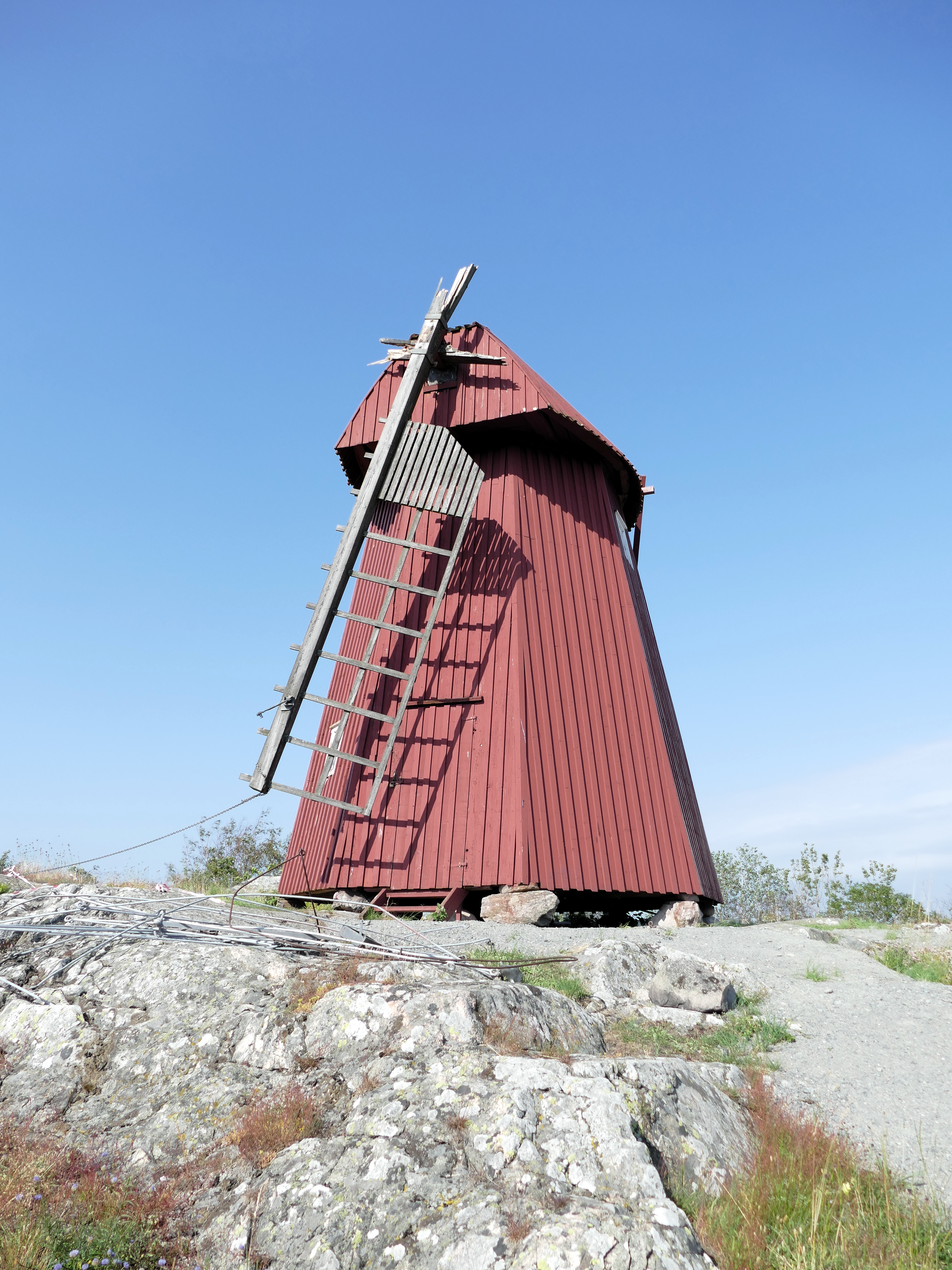
O moinho de Hönö
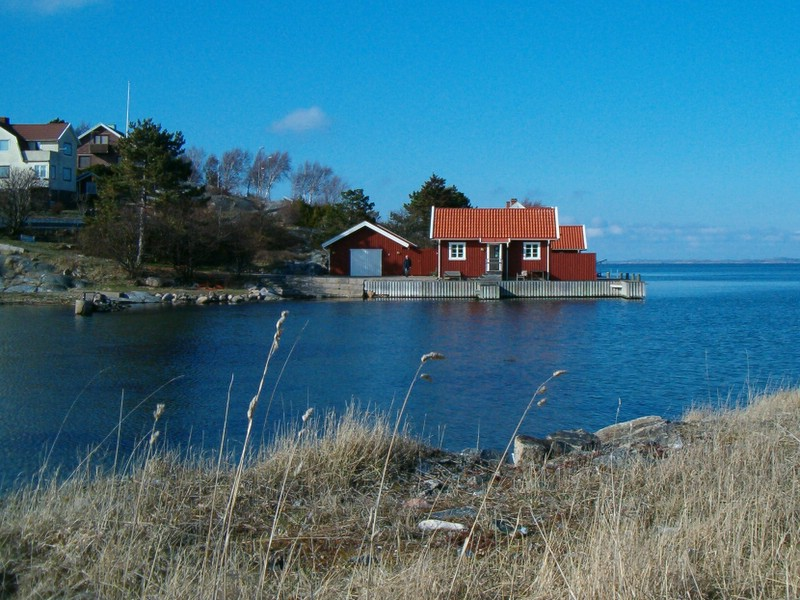
A ilha de Hälsö
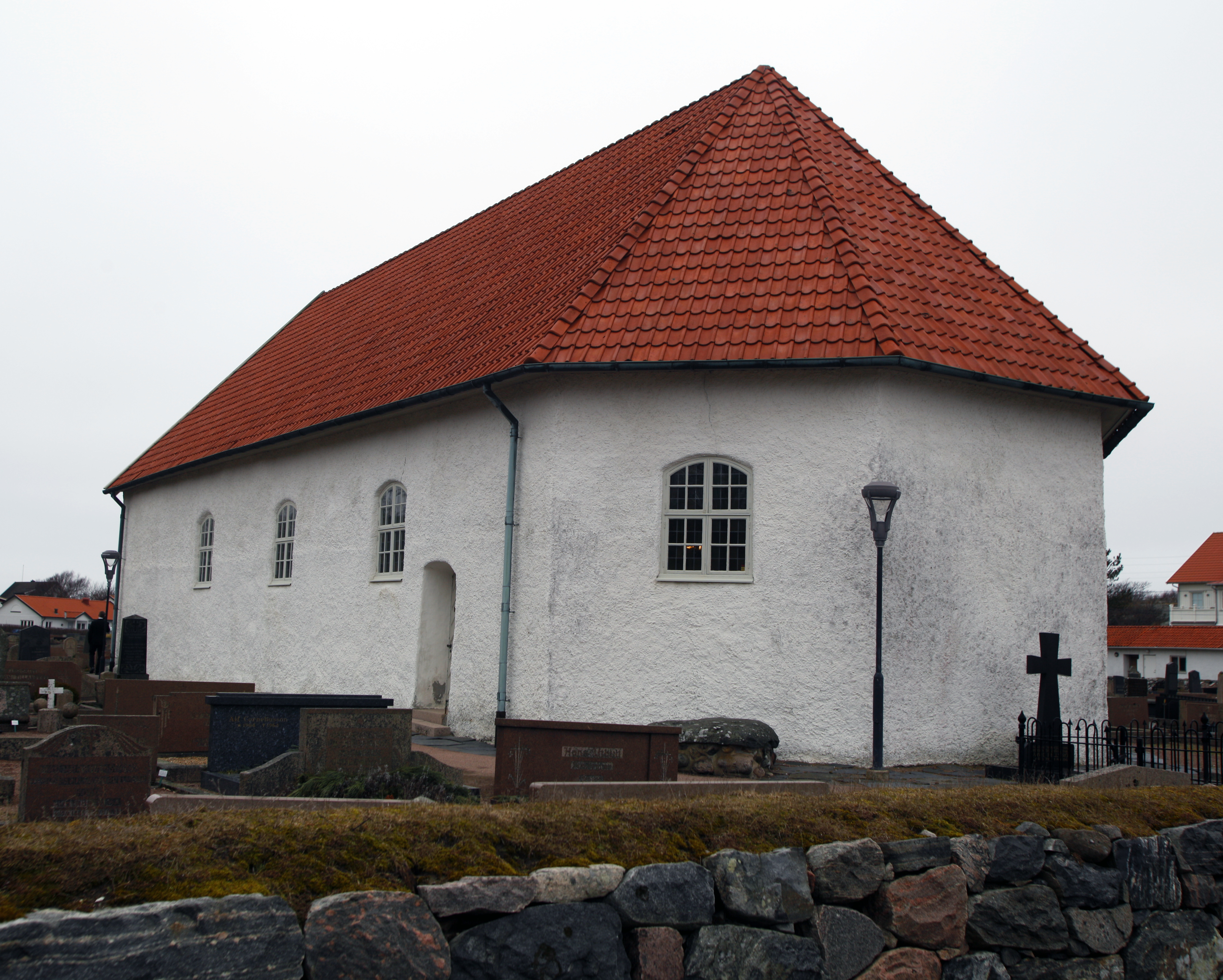
A igreja antiga de Öckerö
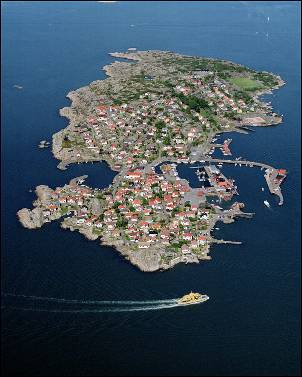
Vista aérea da ilha Källö-Knippla
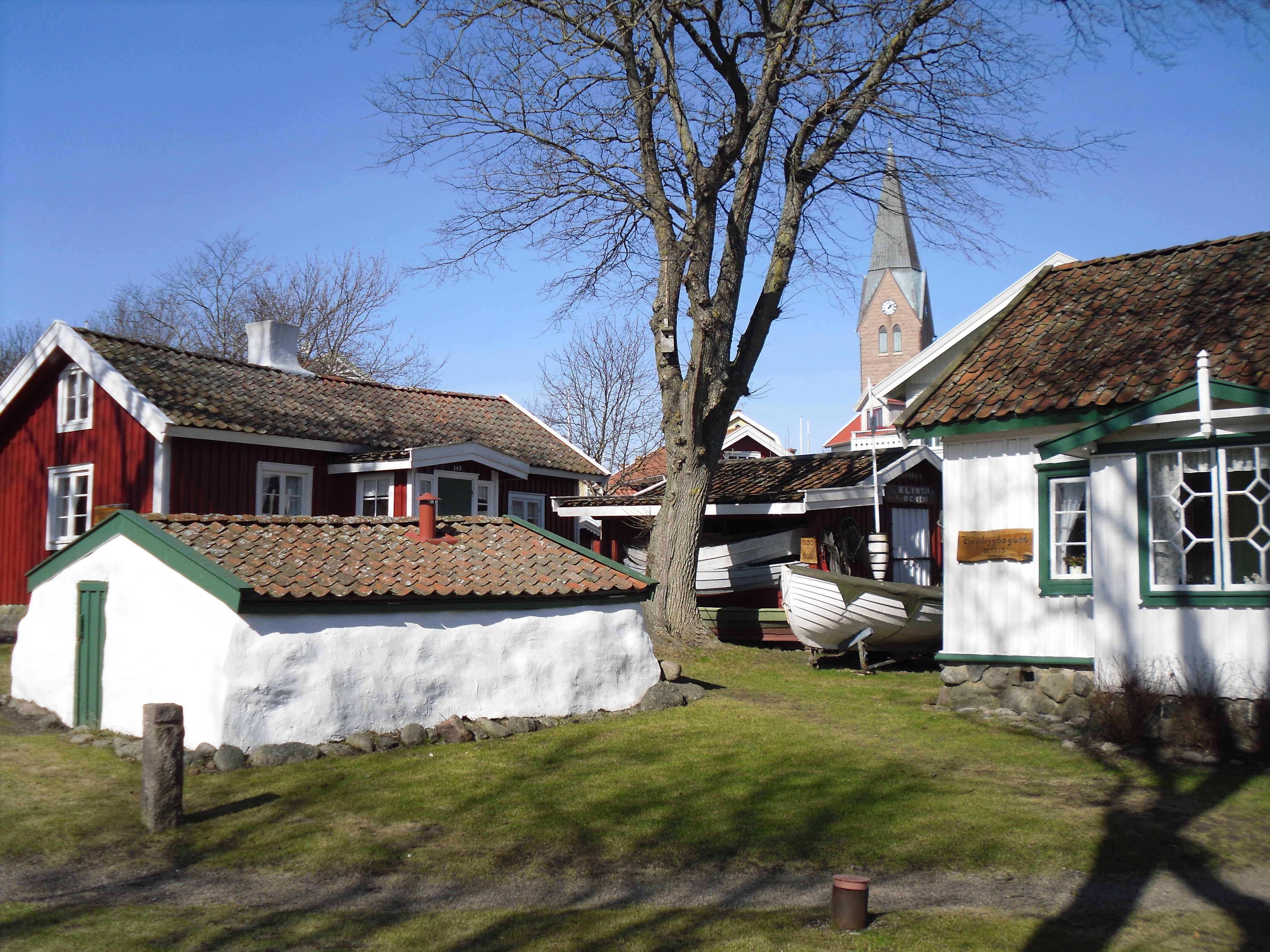
Casas antigas de Öckerö